# Zawonia (gromada)
Zawonia – dawna gromada, czyli najmniejsza jednostka podziału terytorialnego Polskiej Rzeczypospolitej Ludowej w latach 1954–1972.
Gromady, z gromadzkimi radami narodowymi (GRN) jako organami władzy najniższego stopnia na wsi, funkcjonowały od reformy reorganizującej administrację wiejską przeprowadzonej jesienią 1954 do momentu ich zniesienia z dniem 1 stycznia 1973, tym samym wypierając organizację gminną w latach 1954–1972.
Gromadę Zawonia z siedzibą GRN w Zawoni utworzono – jako jedną z 8759 gromad na obszarze Polski – w powiecie trzebnickim w woj. wrocławskim, na mocy uchwały nr 29/54 WRN we Wrocławiu z dnia 2 października 1954. W skład jednostki weszły obszary dotychczasowych gromad Zawonia, Niedary, Pęciszów, Sędzice, Skotniki, Sucha Wielka i Tarnowiec ze zniesionej gminy Zawonia w tymże powiecie. Dla gromady ustalono 20 członków gromadzkiej rady narodowej.
1 stycznia 1960 do gromady Zawonia włączono wieś Miłonowice ze zniesionej gromady Węgrów oraz wieś Czachowo ze zniesionej gromady Taczów Wielki w tymże powiecie.
31 grudnia 1961 do gromady Zawonia włączono wsie Ludgierzowice, Prawocice i Rzędziszowice oraz przysiółki Pomianowice, Rościszowice i Kopiec ze zniesionej gromady Łuczyna w tymże powiecie.
1 stycznia 1972 do gromady Zawonia włączono wsie Czeszów, Złotów z przysiółkiem Trzemsze, i Trzęsawice z przysiółkiem Złotówek – ze zniesionej gromady Czeszów w tymże powiecie.
Gromada przetrwała do końca 1972 roku, czyli do kolejnej reformy gminnej. 1 stycznia 1973 powiecie trzebnickim reaktywowano gminę Zawonia (zniesiono ją ponownie przejściowo w latach 1977–1982).